# Chocolate (piłkarz wodny)
Chocolate, właśc. Victorino Ramos Fernandes (ur. 29 marca 1896 w Rio de Janeiro, zm. 2 marca 1983 tamże) – brazylijski piłkarz wodny, olimpijczyk.
Brał udział w igrzyskach olimpijskich w 1920 (Antwerpia), na których wystąpił w piłce wodnej. Chocolate grał w obydwóch meczach, w których Brazylia brała udział (z Francją i ze Szwecją). Wraz z drużyną nie zdobył medalu.